# Utva 251 BC-3
Utva 251 BC-3 (popularno nazvana Trojka) je Jugoslavenski turističko-sportski zrakoplov.

## Dizajn i razvoj
Osnovni dizajn "Trojke" su izradili Boris Cijan i Đorđe T. Petković (Brale) a prototip je izrađen u Ikarusu pod oznakom Ikraus 251. Nakon testiranja, serijska proizvodnja počinje u Utvi pod oznakom 251 Trojka a s njim su bili opremani aeroklubovi Zrakoplovnog saveza Jugoslavije. 
Utva C-3 je nisko krilac s fiksnim podvozjem, a namjena joj je primarna obuka pilota JRV-a ali i aeroklubova. Pokretao ju je jedan klipni motor Walter Mikron III koji je mogao razviti 65 konjskih snaga omogućujući joj maksimalnu brzinu od oko 120 km/h. Uz Ikarusa Aero 2 kao glavni trener je korištena do sredine 50-ih kada je zamjenjuje Utva Aero 3.

## Tehničke karakteristike
Osnovne karakteristike
- dužina: 8,83 m
- raspon krila: 10,36 m
- površina krila: 15,5 m2
- visina: 2,08 m

Letne karakteristike
- najveća brzina: 166 km/h
- dolet: 605 km
- motor: Walter Mikron III